# El Pozón
El Pozón är en ort i Mexiko.   Den ligger i kommunen Atzalan och delstaten Veracruz, i den sydöstra delen av landet, 220 km öster om huvudstaden Mexico City. El Pozón ligger 985 meter över havet och antalet invånare är 159.
Terrängen runt El Pozón är kuperad norrut, men söderut är den bergig. Terrängen runt El Pozón sluttar norrut. Runt El Pozón är det ganska tätbefolkat, med 100 invånare per kvadratkilometer. Närmaste större samhälle är Tenochtitlán, 15,2 km öster om El Pozón. I omgivningarna runt El Pozón växer i huvudsak städsegrön lövskog.